# پروگانوشلی‌ها
پروگانوشلی‌ها گروهی از لاک‌پشت‌های اولیهٔ منقرض شده بودند. موقعیت فسیل‌های کشف شده نشان می‌دهد که آنان در سراسر قاره لوراسیا فعال بوده‌اند.

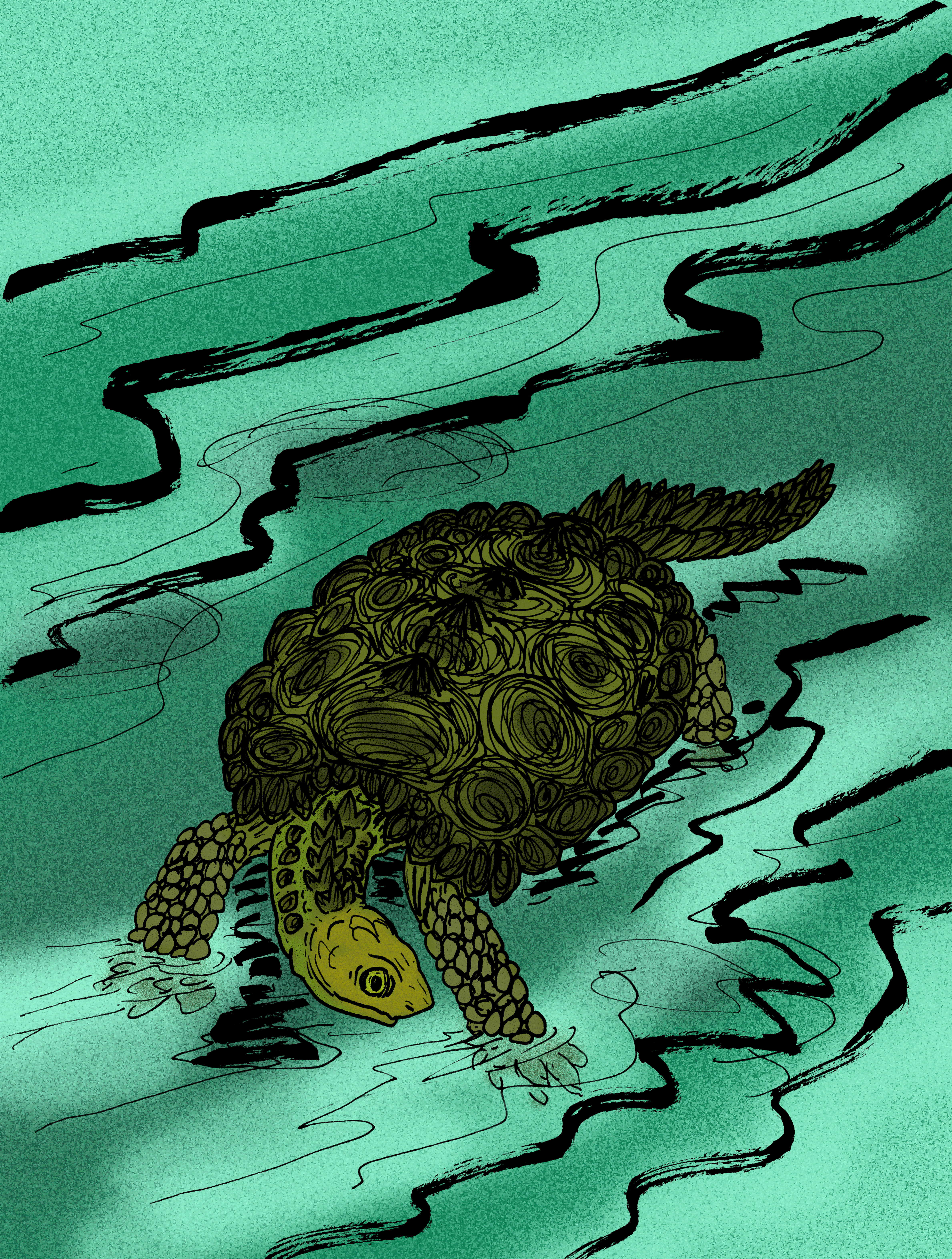
بازسازی